# Markus Weissenberger
Markus Weissenberger (Lauterach, 8 maart 1975) is een Oostenrijkse voetballer (middenvelder) die sinds 2008 voor de Oostenrijkse eersteklasser LASK Linz uitkomt. Eerder speelde hij onder andere voor Arminia Bielefeld, TSV 1860 München en Eintracht Frankfurt.

## Interlandcarrière
Weissenberger debuteerde op 18 augustus 1999 tegen Zweden in het Oostenrijks voetbalelftal. Hij viel in dat duel na de eerste helft in voor Mario Haas. Hij kwam tot een totaal van 29 interlands en één doelpunt. Zijn enige treffer maakte hij op woensdag 27 maart 2002 in een vriendschappelijke interland tegen Slowakije, die Oostenrijk met 2-0 won. Het andere doelpunt in die wedstrijd kwam op naam van Ronald Brunmayr.